# هاينريش باولوس
هاينريش باولوس (بالألمانية: Heinrich Eberhard Gottlob Paulus)‏ (و. 1761 – 1851 م) هو عالم عقيدة، وفيلسوف، وأستاذ جامعي ألماني، ولد في ليونبرغ، كان عضوًا في الأكاديمية البافارية للعلوم والعلوم الإنسانية، توفي في هايدلبرغ، عن عمر يناهز 90 عاماً.